# バージェス・ヒル・タウンFC
バージェス・ヒル・タウン・フットボールクラブ（Burgess Hill Town Football Club）はイングランド、ウェスト・サセックス州、ミッド・サセックス市、バージェス・ヒルを本拠地とするサッカークラブチームである。2017-2018シーズンはイスミアンリーグ・プレミアディヴィジョン（7部相当）に所属。

## 名称変更
- 1882-1959 バージェス・ヒルFC
- 1959-現在 バージェス・ヒル・タウンFC

## クラブ各種記録
一試合最多観客動員数
- 2005人 vs AFCウィンブルドン 2005.4.30

## タイトル

### 国内タイトル
- サセックス・カウンティーズリーグ・ディヴィジョン1:6回

1975-1976,1997-1998,1998-1999,1999-2000,2001-2002,2002-2003
- サセックス・カウンティーズリーグ・ディヴィジョン2:1回

1974-1975
- フリードリトカップ:2回

1996-1997,1999-2000
- RURカップ:2回

1991-1992,1999-2000
- ジョン・オハラ・リーグチャレンジカップ:4回

1973-1974,1979-1980,1997-1998,1998-1999
- サセックス・シニアカップ:3回

1883-1884,1884-1885,1885-1886
- ロイ・ヘイデン・トロフィー:1回

2003-2004
- サセックス・カウンティ・リザーブセクション:5回

1977-1978,1979-1980,1984-1985,1989-1990,1991-1992
- サセックス・カウンティ・リザーブセクションカップ:5回

1982-1983,1989-1990,1992-1993,1998-1999,2002-2003
- サセックス・インターメディエイトカップ:1

1976-1977
- サセックス・カウンティ・ユースリーグ:6回

1992-1993,1993-1994,1995-1996,1996-1997,1997-1998,2004-2005
- サセックス・カウンティ・ユースリーグカップ:5回

1991-1992,1997-1998,1999-2000,2003-2004,2004-2005
- サセックス・ユースカップ:1回

2004-2005
- ミッドサセックス・フットボールリーグ:5回

1900-1901,1903-1904,1939-1940,1946-1947,1956-1957
- ミッドサセックス・シニアチャリティーカップ:3回

1992-1993,1996-1997,2001-2002
- モーワットカップ:1回

1945-1946
- モントゴメリーカップ:2回

1939-1940,1956-1957
- サセックス・ジュニアカップ:1回

1889-1890

### 国際タイトル
- なし